# خواجه‌ایم
خواجه‌ایم یک روستا در ایران است که در دهستان مهماندوست واقع شده‌است. خواجه‌ایم ۳۹ نفر جمعیت دارد.